# Aretxabaleta
Aretxabaleta és un municipi de Guipúscoa (País Basc), a la comarca de l'Alt Deba.

## Topònim
El topònim Aretxabaleta es compon segons Koldo Mitxelena de tres elements; areitz o aretx que vol dir roure en els dialectes occidentals de l'euskera (en euskera batua es diu haritz), encara que antigament va tenir un significat més ample com arbre; la paraula zabal (ample) i el sufix -eta que indica pluralitat. El nom per tant podria traduir-se com lloc de roures amples, lloc d'arbres amples o un nom similar. El nom s'ha transcrit tradicionalment com Arechavaleta, encara que el 1980 l'ajuntament va adoptar oficialment la forma Aretxabaleta, que és una adaptació del nom tradicional a les modernes regles ortogràfiques de l'euskera. Aquesta variant va ser publicada el 1989 pel BOE, i és actualment l'única denominació oficial del municipi amb caràcter general. Quan es parla en euskera, se sol utilitzar la forma sincopada Atxabalta, però aquesta s'ha considerat una variant col·loquial del nom formal i mai s'ha oficialitzat. De forma anàloga el gentilici és arechavaletano o arechavaletarra (en euskera aretxabaletarra), encara que en basc és més habitual la forma sincopada atxabaltarra.

## Barris
Les anteiglesias són antics llogarets que van quedar adscrits a la localitat d'Aretxabaleta, quan es va formar la universitat de Aretxabaleta en 1630. Al llarg de la història han mantingut una forta personalitat pròpia, així per exemple constitueixen encara parròquies diferents a Aretxabaleta. En l'actualitat el creixement del nucli urbà del municipi unit al despoblament de les anteiglesias les ha convertit en petits barris rurals que sumen una mica menys del 5% de la població del municipi i han perdut importància en el conjunt del municipi. No obstant això, la major part del terme municipal d'Aretxabaleta és territori de les anteiglesias. Les 7 anteiglesias d'Aretxabaleta són:
- Aozaraza (Aozaratza): 53 habitants.
- Arcarazo (Arkarazo): 47 habitants.
- Arenaza (Areantza o Arientza): 36 habitants.
- Galarza (Galartza): 55 habitants.
- Goronaeta (Goroeta): 28 habitants.
- Izurieta: 12 habitants.
- Larrino: 59 habitants.
- Mendiola: 50 habitants.

## Eleccions municipals 2007
A les eleccions municipals de 2007 hi van concórrer sis partits; Aralar, EAJ-PNB, EA, PSE-EE, EB i PP. Qui no va poder presentar-se va anar l'esquerra abertzale sota EAE-ANB, ja que estava il·legalitzada prèviament. Aquests van ser els resultats: 
- Aralar : 593 vots (4 escons)
- Eusko Alkartasuna: 530 vots (3 escons)
- Eusko Alderdi Jeltzalea - Partit Nacionalista Basc : 504 vots (3 escons)
- Partit Socialista d'Euskadi - Euskadiko Ezkerra : 400 vots (2 escons)
- Ezker Batua - Berdeak : 161 vots (1 escó)
- Partit Popular : 127 vots (0 escons)

D'aquesta manera, es va proclamar vencedor l'actual alcalde de la localitat, Inaxio Garro García per part d'Aralar. Cal destacar que els partits nacionalistes van assolir 11 escons (EA, Aralar, EAJ-PNB i Ezker Batua), mentre que els no nacionalistes 2 (ambdós per part del PSE-EE, ja que el PP no va assolir representació en l'ajuntament). També cal destacar que el vot nul va superar qualssevol de les candidatures presentades, en l'obtenir 878 vots, els quals l'esquerra abertzale EAE-ANV va reclamar com a seus.

## Personatges cèlebres
- José Javier Barkero (1979): futbolista.
- Alberto Iñurrategi (1968): alpinista.
- Félix Iñurrategi (1967-2000): alpinista.
- Jon Sarasua (1966): Poeta i escriptor en basc.
- Andoni Zubizarreta (1961): porter de futbol, nascut a Vitòria, però originari d'Aretxabaleta.
- Juan Arregui Garay (1907-1999): empresari. Fou president del Deportivo Alavés.
- Carlos Eraña Guruceta (1884-1936): religiós marianista que fou beatificat per l'Església Catòlica el 1995.
- Sancho López de Otalora (1498-¿?): conseller del rei Felip II